# Бу Мердес
Бу Мердес — місто в Тунісі у регіоні Сахель. Входить до складу вілаєту Махдія. Знаходиться за 32 км на схід від Махдії. Станом на 2004 рік тут проживало 4 131 особа.
| Туніс | Це незавершена стаття з географії Тунісу. Ви можете допомогти проєкту, виправивши або дописавши її. |